# チョンブリー・ブルーウェーブFC
チョンブリー・ブルーウェーブFC（タイ語: สโมสรฟุตซอลชลบุรี บลูเวฟ、英語: Chonburi Bluewave Futsal Club）は、タイ王国チョンブリー県を本拠地とするフットサルクラブ。フットサルタイリーグ所属。

## 歴史
2006年にはタイの国内リーグであるフットサルタイリーグが創設され、同年にチョンブリー・ブルーウェーブFCが設立された。2006年シーズンにはフットサルタイリーグの初代王者となった。2009年シーズンから2017年シーズンまでフットサルタイリーグで8連覇を達成した。
2013年にはAFCフットサルクラブ選手権に初出場し、決勝ではイランのギティ・パサンド・イスファハンFSCを破って初優勝した。2014年のAFCフットサルクラブ選手権では決勝で日本の名古屋オーシャンズに敗れて準優勝だった。
2016年にはAFCフットサルクラブ選手権で3位となった。2017年にはAFCフットサルクラブ選手権に出場し、決勝では4年前と同じくイランのギティ・パサンド・イスファハンFSCを破って2度目の優勝を飾った。2018年にはAFCフットサルクラブ選手権でベスト8となった。

## タイトル
- フットサルタイリーグ（英語版） (10) : 2006, 2009, 2010, 2011-2012, 2012-2013, 2014, 2015, 2016, 2017, 2020
- タイFAフットサルカップ（英語版） (5) : 2010,2011-2012, 2014, 2015, 2019
- AFCフットサルクラブ選手権 (2) : 2013, 2017
- AFC年間最優秀フットサルチーム (1): 2013[1]
- AFFフットサルクラブ選手権（英語版） (2) : 2019, 2021

## 歴代所属選手
- 2007-  スパウット・トゥエンクラーン
- 古庄亨
- 2015  山田ラファエル ユウゴ